# Rhinogobius flumineus
Espèce
Rhinogobius flumineus est une espèce de poissons d'eau douce de la famille des Gobiidae (les gobies).

## Répartition
Rhinogobius flumineus est endémique du Japon.

## Description
Rhinogobius flumineus peut mesurer jusqu'à 70 mm de longueur totale.

## Classification
Le nom valide complet (avec auteur) de ce taxon est Rhinogobius flumineus (Mizuno (d), 1960).
L'espèce a été initialement classée dans le genre Tukugobius sous le protonyme Tukugobius flumineus Mizuno, 1960,.
Rhinogobius flumineus a pour synonyme :
- Tukugobius flumineus Mizuno, 1960[2]
- Mizuno flumineus (Mizuno, 1960)[4] - taxon douteux[5]

### Étymologie
Son épithète spécifique, du latin flumineus, « d'un ruisseau », fait référence à la présence de ce poisson dans les ruisseaux de montagne.

### Publication originale
- (en) Nobuhiko Mizuno, « Description of a New Freshwater Goby from Japan », Memoirs of the College of Science, University of Kyoto, Series B, 京大, vol. 27, no 2,‎ 20 novembre 1960, p. 117-119 (ISSN 0368-8895, lire en ligne).